# Miltogramma regina
Miltogramma regina är en tvåvingeart som beskrevs av Malloch 1930. Miltogramma regina ingår i släktet Miltogramma och familjen köttflugor. Inga underarter finns listade i Catalogue of Life.